# Atrapats (pel·lícula de 2012)
Atrapats és un telefilm català de ficció criminal dirigit pel granollerí Miguel Puertas, escrita per Jordi Díaz i Eric Carrión i coproduïda per Yakima Films, Televisió de Catalunya i Granollers Audiovisual.Fou rodada a l'antiga Fàbrica Roca Umbert de Granollers. Ha estat rodada en català i fou estrenada a TV3 el 26 de juny de 2012.

## Sinopsi
Pol és un subinspector de policia d'homicidis a qui li encarreguen resoldre l'assassinat d'Eva, la filla del prestigiós comissari d'afers interns Umbert Boada, amb la que va tenir relacions sexuals el dia de la seva mort. Mentre investiga el cas es veu envoltat de proves incriminatòries, a les que no hi és aliena una xarxa de corrupció policial.

## Repartiment
- Juli Fàbregas Elías...	Pol
- Lluís Soler i Auladell...	Ricard Umbert
- Toni Cantó	...	Franc
- Assumpta Serna...	Maria
- Sílvia Aranda	 ...	Sara
- Iván Morales	 ...	Marc
- Ferran Lahoz	 ...	David
- Montse Alcoverro...	Olga
- Francesc Pagès ...	Òscar
- Sílvia Marsó	...	Anna
- Judit Uriach	...	Eva Umbert
- Alberto Jo Lee	...	Jan
- Hermann Bonnín...	Max
- Olga Pey ...	Sra. Carmen
- Conrad Son	...	Amo

## Nominacions
Fou nominada al Gaudí a la millor pel·lícula per televisió.